# Fippataleyrodes yellapurensis
Fippataleyrodes yellapurensis là một loài côn trùng cánh nửa trong họ Aleyrodidae, phân họ Aleyrodinae.
Fippataleyrodes yellapurensis được Dubey & Sundararaj miêu tả khoa học đầu tiên năm 2005.